# Praid
Praid (en hongarès: Parajd, Pronunciació hongaresa: [ˈpɒrɒjd] ; alemany: Salzberg) és una comuna del comtat de Harghita (Romania). Es troba a la terra de Székely, una regió etno-cultural a l'est de Transsilvània, i es compon de sis pobles:
| En romanès  | En hongarès  |
| ----------- | ------------ |
| Becaș       | Békástanya   |
| Bucin       | Bucsin       |
| Ocna de Jos | Alsósófalva  |
| Ocna de Sus | Felsősófalva |
| Praid       | Parajd       |
| Șașvereș    | Sásverés     |

La comuna té una majoria hongaresa absoluta (Székely). Segons el cens del 2002 té una població de 6.846 habitants, dels quals el 96,91% o 6.635 són hongaresos. El cens del 2002 va reportar el 69,36% de la població total pertanyent a l'Església reformada hongaresa protestant, mentre que el catolicisme romà és professat pel 22,46% dels enquestats.
La principal activitat econòmica de la comuna se centra al voltant de la mina de sal que proporciona sal tant per a ús industrial com gastronòmic i atrau més de 400.000 turistes cada any.

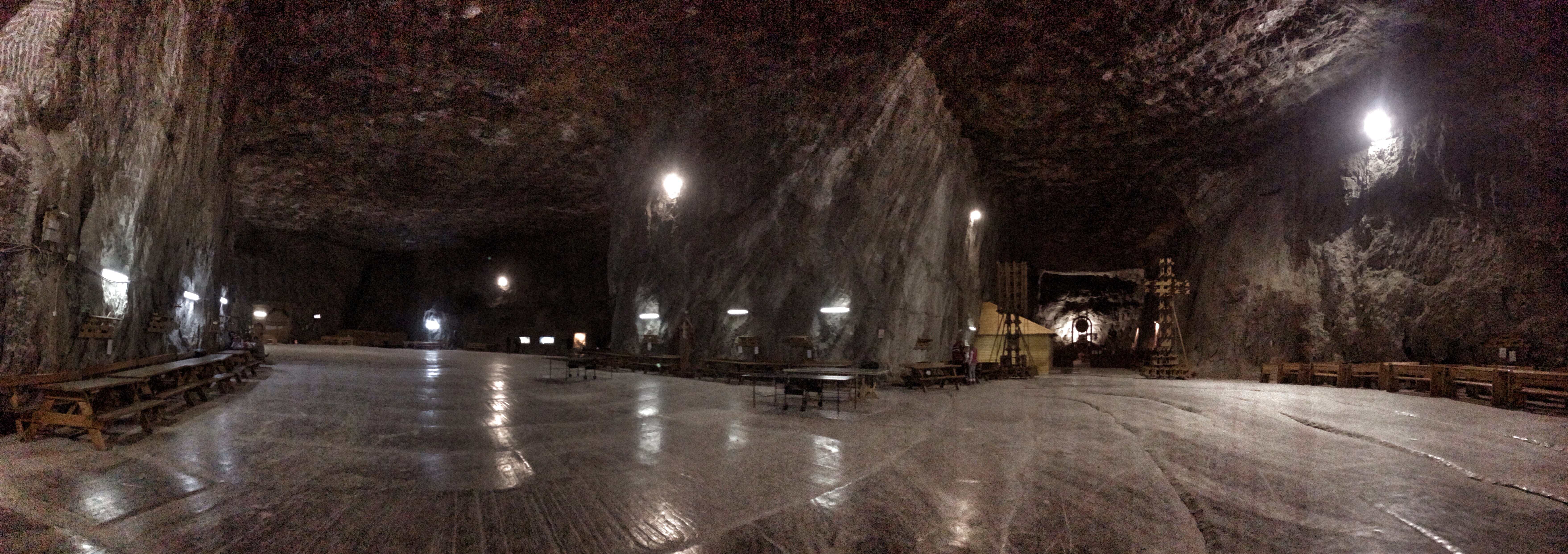
Dins de la mina de sal de Praid